# Георгий Хозевит
Преподобный Георгий Хозевит (умер около 625 г.) — православный монах, святой, прославленный в лике преподобных, насельник монастыря, ныне носящего его имя в Палестине. Память святого совершается 8 (21) января. 

## Биография

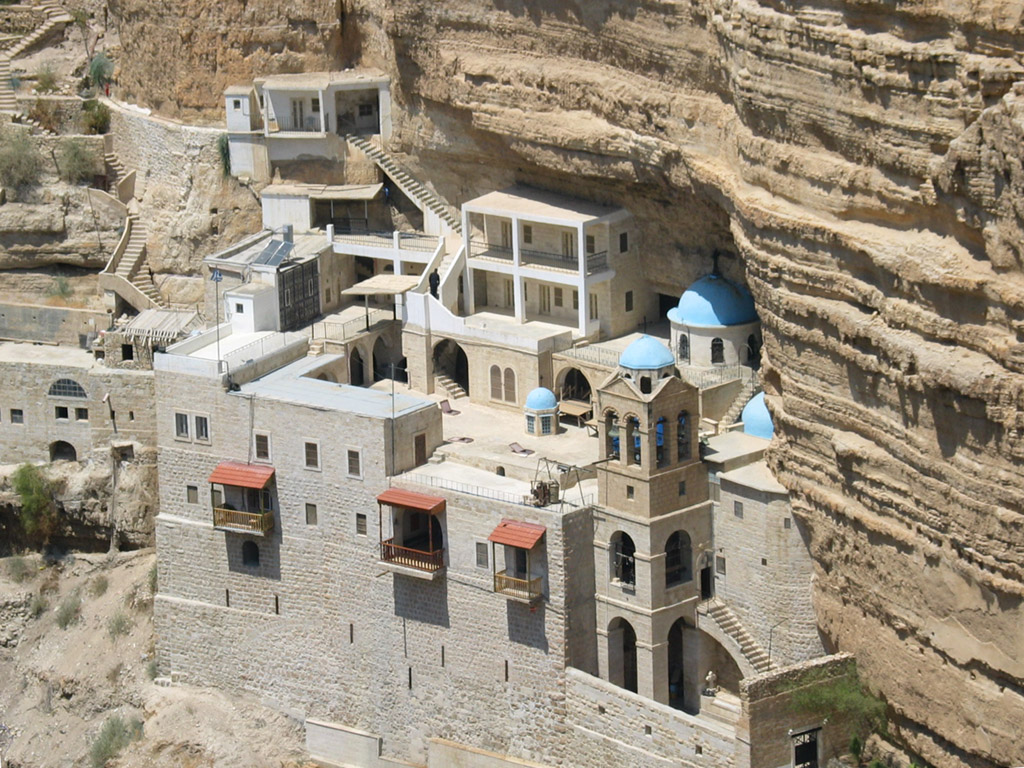
Монастырь Хозева в ущелье Вади-эль-Кильт, современный вид

Будущий святой родился на острове Кипр в православной греческой семье, рано осиротел. Дядя мальчика, который сам был монахом, забрал его и его старшего брата послушниками в монастырь, в котором сам жил. Когда братья выросли, они тоже приняли монашеский постриг. После этого старший брат Георгия отправился в знаменитую в те дни Каламонскую лавру в Палестине. 
Димитрий Ростовский рассказывает о начале пути Георгия со следующими отличиями. Старший брат Георгия, Ираклид (Гераклит), уже подвизался монахом в Каламоне, когда Георгий, осиротев, остался на Кипре один. Сперва его взял на попечение дальний родственник-мирянин, который со временем пожелал выдать за благочестивого юношу замуж свою дочь. Однако Георгий, мечтая о монашеской жизни, сбежал от планируемой свадьбы в монастырь к своему дяде—игумену. Когда же родственник—мирянин, не оставив своих первоначальных надежд, и задействовав связи, стал требовать выдать ему отрока назад из монастыря для заключения брака, Георгий тайно бежал с Кипра на корабле, чтобы присоединиться к брату в Каламоне.
Однако, когда Георгий прибыл в Каламон, его прошение дозволить ему подвизаться в Каламонской лавре рядом с братом было отклонено (возможно, из-за его слишком молодого возраста).
После этого Георгий отправился в монастырь Хозева (Хозиба), основанный около 480 года (то есть, приблизительно за столетие до того) святым Иоанном Хозевитом. Это был пещерный монастырь, монахи проживали в пещерных кельях над горным потоком. Со всех сторон монастырь был окружён скалами и пустыней, только в самом низу, у подножия скалы, узкая полоса земли вдоль реки была населена и плодородна. В монастыре Хозева Георгий снискал всеобщее уважение своей аскетической жизнью. Он произвёл такое впечатление на братию, что ему, молодому еще человеку, дозволено было поселиться в Каламоне. Там он подвизался вместе с братом, до тех пор, пока тот не скончался в возрасте 70-ти лет. После этого Георгий покинул Каламон и вернулся в Хозеву.

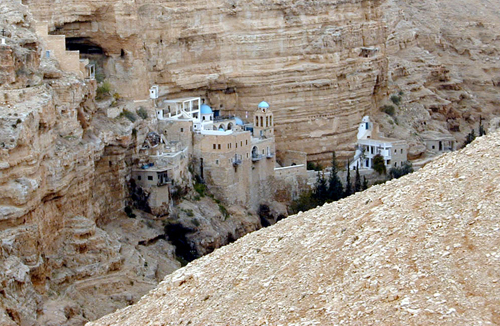
Монастырь Хозева, вид с противоположной стороны ущелья Вади-эль-Кильт

В Хозеве Георгий превзошел всех остальных аскетов обители в своем стремлении во всем ограничивать себя. Если прежде он воздерживался от вина и горячей пищи, то теперь толок в ступке объедки, оставшиеся после других монахов, и лепил из них сухие шарики (нечто вроде курута), которыми питался один раз в два-три дня. Одевался он в рясу, которую сам сшил себе из тряпок, найденных на свалке в соседней деревне, и из них же соорудил себе постель. Постоянно терзаемый голодом, он работал в монастырской пекарне, целыми днями стоя у жарких печей в сорокаградусный зной, и не вкушал хлеба. Жил в пещерной келье и всё время, свободное от работ, посвящал молитве. Монахи прозвали Георгия «Железным» за его нечувствительность ко всякого рода лишениям. Уже весьма старый и чрезвычайно худой, он отличался выносливостью и силой. Настоятелем он был рукоположен во иеродиаконы. Местные жители тянулись к нему за советом. Тем не менее, во время  произошедшего в 614 году персидского нашествия шаха Хосрова, когда были уничтожены и Каламонская лавра (более не восстанавливалась) и монастырь Хозева (восстановлен вскоре), и было замучено множество христиан, в том числе из Хозевской братии, «железный» Георгий заблаговременно исчез из монастыря и таким образом выжил, что было воспринято местным населением как аргумент о прозорливости старца.
Скончался Георгий в глубокой старости в восстановленной Хозевской обители в окружении паломников и учеников. Его житие, написанное непосредственным учеником, Антонием Хозевитом, широко разошлось по православным странам. Димитрий Ростовский даёт его подробный пересказ. Современные учёные считают житие Георгия Хозевита, при всей специфичности повествований этого рода, полезным источником по монашеской жизни в Палестине того периода, а также о событиях персидского нашествия. Житие переведено на английский язык, ему посвящена научная литература. 
Существует чрезвычайно древнее изображение Георгия Хозевита, размещённое на «фреске 36 святых» (в основном, палестинских подвижников и пустынников) в одной из погребальных пещер в Лавре Саввы Освящённого. Изображение Георгия Хозевита подписано. Среди этих святых Георгий Хозевит является самым поздним по времени подвижничества. Предполагается, что он был изображен последним. По этой причине археолог А. Е. Мадер предположил, что фреска датируется периодом между смертью Георгия Хозевита (около 635) и арабским завоеванием Иерусалима в 638 году.
Точная дата канонизации Георгия Хозевита неизвестна. Его почитание как святого, началось, видимо, почти сразу же после смерти старца и продолжается до сих пор. Монастырь Хозева, где он подвизался, теперь известен, как Монастырь Святого Георгия Хозевита. Это мужской монастырь Иерусалимской православной церкви, нередко посещаемый русскими православными паломниками.

## Предполагаемые чудеса
Наряду с историческими (или, точнее говоря, не противоречащими истории) событиями жизни Георгия Хозевита, Антоний Хозевит и Димитрий Ростовский рассказывают о его чудесах. Так, живя в Каламоне, Георгий Хозевит добился, чтобы снова стала плодоносить высохшая пальма, которую даже его брат хотел срубить. Такой результат мог быть достигнут терпением святого в уходе за деревом, но современники сочли его за чудо. Также, Георгию Хозевиту приписывается воскрешение умершего младенца по его молитве в присутствии брата, в те времена, когда он жил в Каламоне. Согласно Димитрию Ростовскому, когда к братьям—монахам  принесли только что умершего (предположительно) ребёнка, Ираклид желал прогнать просителя, полагая что тот хочет ввести их во искушение совершить то, что возможно лишь Христу. Однако Георгий так ответил ему:

– Не печалься и не гневайся, отче, но с верою призовем милостивого Бога, и если Он услышит нас грешных и воскресит младенца, то отец возьмет его от нас живым в награду за свою веру; а если Бог не восхочет сотворить сего, то скажем отцу, что мы, будучи грешниками, не достигли такого дерзновения к Богу, чтобы помочь его беде.— Димитрий Ростовский. Жития Святых. Память преподобного Георгия Хозевита.